# Peerage Act 1963
Peerage Act 1963 är en brittisk lag som 1963 antogs av Storbritanniens parlament. Den tillåter kvinnliga pärer och alla skotska ärftliga pärer att sitta i överhuset och gör det möjligt att avsäga sig nyligen ärvda ärftliga pärsvärdigheter.
En avsägd pärsvärdighet förblir utan innehavare fram till den avsagdes död. Därefter tar dennes arvinge över pärsvärdigheten.

## Bakgrund
Lagen var till stor del ett resultat av protester från Labourpolitikern Tony Benn, som då var andre viscount Stansgate. Enligt brittisk lag vid den tiden var pärer från England och pärer från Storbritannien som uppfyllde vissa kvalifikationer, såsom ålder (21), automatiskt medlemmar av överhuset och fick inte delta i eller rösta i val till den andra kammaren, underhuset.
Vid tidpunkten för lagen hade 31 pärer i Skottland också innehaft titlar i Englands och Storbritanniens respektive pärsvärdigheter. Dessa var därmed medlemmar av överhuset.
När William Wedgwood Benn, Tony Benns far, gick med på att acceptera titeln som viscount, fick han reda på att hans arvtagare, äldste sonen Michael, inte hade några planer på att komma in i underhuset. Men inom några år efter att pärsvärdigheten accepterats dödades Michael Benn i strid under andra världskriget. Tony Benn, hans yngre bror, blev arvtagare och valdes in i underhuset 1950. Han ville inte lämna det för överhuset och kampanjade under 1950-talet för en lagändring. År 1960 dog den 1:e viscounten och Tony Benn ärvde titeln, och förlorade automatiskt sin plats i underhuset som ledamot för valkretsen Bristol South East. I det följande fyllnadsvalet blev Benn dock omvald till underhuset, trots att han var diskvalificerad. En valdomstol beslutade att han inte kunde ta sin plats, utan gav den istället till tvåan, den konservative kandidaten Malcolm St Clair.
År 1963 gick den konservativa regeringen med på att införa en lag om pärsvärdighet, som gjorde det möjligt för individer att avsäga sig pärsvärdigheter. Den fick kungligt godkännande den 31 juli 1963. Tony Benn var den förste pären som använde sig av lagen. St Clair, som uppfyllde ett löfte han hade gett när han intog sin plats, accepterade ämbetet som Steward of the Manor of Northstead föregående dag. Han diskvalificerade därmed sig själv från underhuset (direkt avgång är förbjudet), och Benn blev sedan omvald i Bristol South East vid det följande fyllnadsvalet.

## Avsäga sig pärsvärdigheten
För att avsäga sig en ärftlig pärsvärdighet måste hen lämna in en avsägelsehandling till lordkanslern inom ett år från det att hen efterträtt pärsvärdigheten, inom ett år efter det att lagen antogs eller, om hen var under 21 år vid tidpunkten för arvsskiftet, före pärens 22-årsdag. Om pären vid tidpunkten för arvsskiftet är ledamot av underhuset måste skrivelsen överlämnas inom en månad från arvsskiftet;  fram till dess att en sådan handling har överlämnats får pären varken sitta eller rösta i underhuset. Före House of Lords Act 1999 kunde en ärftlig pär inte avsäga sig en pärsvärdighet efter att ha ansökt om en stämningsansökan till parlamentet. Nu har emellertid ärftliga pärer inte automatisk rätt till stämning till kammaren. En pär som avsäger sig pärsvärdigheten förlorar alla titlar, rättigheter och privilegier som är förknippade med pärsvärdigheten; om de är gifta gör deras make eller maka det också. Ingen ytterligare ärftlig pärsvärdighet får tilldelas personen, men en Life peer kan förlänas. Pärsvärdigheten förblir utan innehavare till dess att den pär som avgjort avsägelsen avlider, varefter den tillfaller hans eller hennes arvinge på sedvanligt sätt.
Ettårsperioden efter det att lagen antagits visade sig snart vara av betydelse på högsta nivå i brittisk politik, efter att Harold Macmillan avgått som premiärminister i oktober 1963. Två ärftliga pärer ville komma i fråga för att ersätta honom, men vid denna tid ansågs det nödvändigt att en premiärminister satt i underhuset. Den 2:e viscount Hailsham och den 14:e earl av Home utnyttjade lagen för att avsäga sig sina pärsvärdigheter, trots att de hade ärvt dem 1950 respektive 1951. Sir Alec Douglas-Home, som Lord Home nu blev, valdes till premiärminister. Båda männen återvände senare till överhuset som Life peers.
1999 avskaffades den allmänna rätten för ärftliga pärer att sitta i överhuset. På grund av detta, och det följande avskaffandet av den allmänna oförmågan för sådana pärer att sitta i eller rösta i underhuset, är det inte längre nödvändigt för ärftliga pärer att avsäga sig sina pärsvärdigheter för detta ändamål. År 2001 blev den 3:e viscount Thurso den första brittiska ärftliga pären att väljas in i underhuset och ta sin plats. Senare samma år ärvde Douglas Hogg den pärsvärdighet som hans far (Quintin Hogg) hade avsagt sig, men han behövde inte avsäga sig den själv för att fortsätta sitta i underhuset. År 2004 ärvde Michael Ancram titeln markis av Lothian vid sin fars död, och han kunde också fortsätta att sitta som parlamentsledamot. När de pensionerades från underhuset kom Lord Lothian och Lord Hailsham in i överhuset som Life peers, medan Lord Thurso valdes som en undantagen ärftlig pär efter att ha förlorat omvalet som parlamentsledamot. Sedan huvudsyftet med lagen upphörde 1999 har det bara funnits ytterligare en ansvarsfriskrivning: Christopher Silkin, 3:e baron Silkin, avsade sig sin titel 2002. Från och med 2024 är baroniet Silkin den enda titel som för närvarande avsägs enligt villkoren i Peerage Act 1963.
Peerage Act 1963 gäller endast titlar som innehas i England, Skottland och Storbritannien. Lagen innehöll inga bestämmelser om att titlar som irländska pärer innehar skulle frånsägas. Rätten för nya irländska representativa pärer att väljas till ledamöter i överhuset ansågs ha upphört efter det att större delen av Irland blev självständigt som Irländska fristaten i december 1922 (den sista överlevande irländska representativa pären avled 1961).

## Lista över avsagda adelskap
| double-dagger | Indikerar adelskap som för närvarande är avsagda |

| Titel                    | Avsagd; levnad                                                       | Tidspann       | Notering | Ref         |
| ------------------------ | -------------------------------------------------------------------- | -------------- | --- | ----------- |
| Viscount Stansgate       | Tony Benn 2:e viscount 1925–2014                                     | 1963 till 2014 | Ärvd 2014 av Stephen Benn, 3:e viscount Stansgate                                                                                          | [ 1 ] [ 4 ] |
| Baron Altrincham         | John Grigg 2:e baron 1924–2001                                       | 1963 till 2001 | Ärvd 2001 av Anthony Grigg, 3:e baron Altrincham                                                                                           | [ 4 ] [ 5 ] |
| Earl av Home             | Sir Alec Douglas-Home 14:e earl 1903–1995                            | 1963 till 1995 | Ärvd 1995 av David Douglas-Home, 15:e earl av Home                                                                                         | [ 1 ] [ 6 ] |
| Viscount Hailsham        | Quintin Hogg 2:e viscount 1907–2001                                  | 1963 till 2001 | Ärvd 2001 av Douglas Hogg, 3:e viscount Hailsham                                                                                           | [ 1 ] [ 7 ] |
| Baron Southampton        | Charles FitzRoy 5:e baron 1904–1989                                  | 1964 till 1989 | Ärvd 1989 av Charles FitzRoy, 6:e baron Southampton                                                                                        | [ 8 ]       |
| Baron Monkswell          | William Collier 4:e baron 1913–1984                                  | 1964 till 1984 | Ärvd 1984 av Gerard Collier, 5:e baron Monkswell                                                                                           | [ 9 ]       |
| Baron Beaverbrook        | Sir Max Aitken, Bt. 2:e baron 1910–1985                              | 1964 till 1985 | Ärvd 1985 av Maxwell Aitken, 3:e baron Beaverbrook                                                                                         | [ 10 ]      |
| Earl av Sandwich         | Victor Montagu 10:e earl 1906–1995                                   | 1964 till 1995 | Ärvd 1995 av John Montagu, 11:e earl av Sandwich                                                                                           | [ 11 ]      |
| Baron Fraser av Allander | Sir Hugh Fraser, Bt. 2:e baron 1936–1987                             | 1966 till 1987 | Utslocknad 1987 | [ 12 ]      |
| Earl av Durham           | Antony Lambton 6:e earl 1922–2006                                    | 1970 till 2006 | Ärvd 2006 av Edward Lambton, 7:e earl av Durham                                                                                            | [ 13 ]      |
| Baron Sanderson av Ayot  | Alan Lindsay Sanderson 2:e baron 1931–2022                           | 1971 till 2022 | Ärvd 2022 av Michael Sanderson, 3:e baron Sanderson av Ayot                                                                                | [ 14 ]      |
| Baron Reith              | Christopher Reith 2:e baron 1928–2016                                | 1972 till 2016 | Ärvd 2016 av James Reith, 3:e baron Reith                                                                                                  | [ 15 ]      |
| Baron Silkin             | Arthur Silkin 2:e baron 1916–2001                                    | 1972 till 2001 | Ärvd 2001 av Christopher Silkin, 3:e baron Silkin, som också avsade sig titeln - det hittills enda adelskapet som blivit avsagt två gånger | [ 16 ]      |
| Baron Archibald          | George Christopher Archibald 2:e baron 1926–1996                     | 1975 till 1996 | Utslocknad 1996 | [ 17 ]      |
| Baron Merthyr            | Trevor Lewis 4:e baron 1935–2015                                     | 1977 till 2015 | Ärvd 2015 av David Lewis, 5:e baron Merthyr                                                                                                | [ 18 ]      |
| Earl av Selkirk          | James Douglas-Hamilton, baron Selkirk av Douglas 11:e earl 1942–2023 | 1994 till 2023 | Ärvd 2023 av John Douglas-Hamilton, 12:e earl av Selkirk                                                                                   | [ 19 ]      |
| Viscount Camrose         | Michael Berry 3:e viscount 1911–2001                                 | 1995 till 2001 | Ärvd 2001 av Adrian Berry, 4:e viscount Camrose                                                                                            | [ 20 ]      |
| Baron Silkin             | Christopher Silkin 3:e baron född 1947                               | Sedan 2002     | | [ 21 ]      |

Noteringar
1. ↑  Kreerad life peer som Baron Home av the Hirsel 1974.
2. ↑  Kreerad Life peer som Baron Hailsham av St Marylebone 1970.
3. ↑  Kreerad life peer som Baron Selkirk av Douglas 1997.
4. ↑  Kreerad life peer som Baron Hartwell 1968.

## Övriga bestämmelser
Lagen gav skotska pärer samma rätt att sitta i överhuset som pärer i England eller Storbritannien, vilket innebar att valet av skotska representativa pärer avskaffades och antalet skotska pärer i överhuset (som inte redan innehade en annan brittisk pärsvärdighet) ökade från 16 till omkring 46. Ett ändringsförslag som skulle ha tillåtit irländska pärer att också sitta i kammaren röstades ned med nittio röster mot åtta.
Genom lagen avskaffades rätten för pärer från Irland, på grund av irländsk pärsvärdighet, att rösta i val till ledamöter av underhuset. och att sitta i det brittiska underhuset utan att förlora privilegiet att vara pär.
Lagen gav också suo jure ärftliga kvinnliga pärer (andra än de som tillhörde Peerage of Ireland) rätt att sitta i överhuset, vilket innebar att tolv nya kvinnor valdes in i överhuset. Det var inte första gången som kvinnor var medlemmar av överhuset. Life Peerages Act 1958 tillät alla Life peers (män och kvinnor) att sitta i överhuset. Den 2:a baronessan Ravensdale hade redan inträtt i överhuset 1958 genom att ha mottagit en Life peer. De kvinnor som intog sina platser i representanthuset efter Peerage Act 1963 och före House of Lords Act 1999 var:

### Skotska ärftliga adelskap
| Pärsvärdighet                                                   | Högsta sekundärtitel             | Notering                                   | Notering |
| --------------------------------------------------------------- | -------------------------------- | ------------------------------------------ | -------- |
| Douglas Douglas-Hamilton, 14:e hertig av Hamilton               | Hertig av Brandon                | Dåvarande Lord Steward.                    |          |
| Walter Scott, 8th Duke of Buccleuch and 10th Duke of Queensbury | Earl of Doncaster                | Dåvarande Lord Clerk Register.             |          |
| Ian Campbell, 11th Duke of Argyll                               | Duke of Argyll                   |                                            |          |
| Angus Graham, 7:e hertig av Montrose                            | Earl Graham av Belford           | Dåvarande kabinettsminister i Sydhodesia.  |          |
| George Innes-Ker, 9:e hertig av Roxburghe                       | Earl Innes                       |                                            |          |
| Douglas Gordon, 12:e Markis av Huntly                           | Baron Meldrum                    |                                            |          |
| William Hay, 11t:e markis av Tweeddale                          | Baron Tweeddale                  | Dåvarande Lord Lieutenant of East Lothian  |          |
| Peter Kerr, 12:e markis av Lothian                              | Baron Ker av Kersehugh           | Dåvarande kammarherre                      |          |
| David Lindsay, 28th Earl of Crawford and 11th Earl of Balcarres | Baron Wigan                      |                                            |          |
| Donald Erskine, 16:e Earl av Buchan                             | Baron Erskine                    |                                            |          |
| Archibald Montgomerie, 17:e earl av Eglinton                    | Earl av Winton                   |                                            |          |
| Archibald Stuart, 19:e Earl av Moray                            | Baron Stuart                     |                                            |          |
| Alec Douglas-Home, 14:e earl av Home                            | Baron Douglas                    | Dåvarande Storbritanniens utrikesminister  |          |
| Timothy Bowes-Lyon, 16:e earl av Strathmore och Kinghorne       | Earl av Strathmore och Kinghorne |                                            |          |
| Randolph Stewart, 12:e earl av Galloway                         | Baron Stewart av Garlies         | Dåvarande Lord Lieutenant of Kirkcudbright |          |
| William Hay, 15:e earl av Kinnoull                              | Baron Hay av Pedwardine          |                                            |          |
| Edward Bruce, 10th Earl of Elgin and 14th Earl of Kincardine    | Baron Elgin                      | Dåvarande Lord Lieutenant of Fife          |          |
| Charles Carnegie, 11:e earl av Southesk                         | Baron Balinhard                  |                                            |          |
| David Charteris, 12th Earl of Wemyss and 8th Earl of March      | Baron Wemyss                     |                                            |          |
| Simon Ramsay, 16:e earl av Dalhousie                            | Baron Ramsay                     |                                            |          |
| Henry Scrymgeour-Wedderburn, 11:e earl av Dundee                | Baron Glassary                   |                                            |          |
| Arthur Keith-Falconer, 10:e earl av Kintore                     | Baron Kintore                    |                                            |          |
| John Murray, 9:e Earl av Dunmore                                | Baron Dunmore                    |                                            |          |
| John Dalrymple, 13:e earl av Stair                              | Baron Oxenfoord                  | Dåvarande Lord Lieutenant of Wigtown       |          |
| Harry Primrose, 6:e earl av Rosebery                            | Earl av Midlothian               | Dåvarande Lord Lieutenant of Midlothian    |          |
| Patrick Boyle, 8:e earl av Glasgow                              | Baron Fairlie                    |                                            |          |
| Simon Fraser, 15:e lord Lovat                                   | Baron Lovat                      |                                            |          |
| John Elphinstone, 17:e lord Elphinstone                         | Baron Elphinstone                |                                            |          |
| Nigel Napier, 14:e lord Napier                                  | Baron Ettrick                    |                                            |          |
| Eric Rollo, 13:e Lord Rollo                                     | Baron Dunning}                   |                                            |          |
| Kenneth Kinnaird, 12:e Lord Kinnaird                            | Baron Kinnaird                   |                                            |          |

Noteringar
1. ↑  Sekundärtitlarna Baron Sundridge och Baron Hamilton av Hameldon.
2. ↑  Sekundärtitel Baron Ardrossan.
3. ↑  Sekundärtitel Baron Bowes.
4. ↑  Baroniet Kintore i Förenade kungariket Storbritannien och Irland utslocknade den 26 maj 1966
5. ↑  Baroniet Dunmore i Förenade kungariket Storbritannien och Irland utslocknade den 12 augusti 1980
6. ↑  Sekundärtitel Baron Rosebery.
7. ↑  Adelskapet Kinnaird i Skottland och baroniet Kinnaird i Förenade kungariket Storbritannien och Irland utslocknade den 27 februari 1997

#### Skotska representativa lorder som automatiskt blev medlemmar
| Lord                                                   | Vald som representativ lord | Notering |
| ------------------------------------------------------ | --------------------------- | -------- |
| Iain Murray, 10:e hertig av Atholl                     | 1 oktober 1958              |          |
| Roderick Sinclair, 19:e earl av Caithness              | 21 February 1950            |          |
| John Erskine, 13:e Earl av Mar och 16:e Earlavf Kellie | 6 oktober 1959              |          |
| David Drummond, 8:e earl av Perth                      | 2 april 1952                |          |
| George Baillie-Hamilton, 12:e earl av Haddington       | 16 november 1922            |          |
| David Ogilvy, 12:e earl av Airlie                      | 13 januari 1922             |          |
| George Douglas-Hamilton, 10:e earl av Selkirk          | 6 juli 1945                 |          |
| David Carnegie, 11:e earl av Northesk                  | 6 oktober 1959              |          |
| Ian Cochrane, 14:e Earl av Dundonald                   | 6 oktober 1959              |          |
| Nigel Forbes, 22:e lord Forbes                         | 23 maj 1955                 |          |
| Alexander Fraser, 20:e lord Saltoun                    | 15 november 1935            |          |
| Charles St Clair, 17:e lord Sinclair                   | 6 oktober 1959              |          |
| William Forbes-Sempill, 19:e lord Sempill              | 15 november 1935            |          |
| George Bruce, 7:e lord Balfour av Burleigh             | 16 november 1922            |          |
| Thomas Fairfax, 13:e lord Fairfax av Cameron           | 6 juli 1945                 |          |
| Henry Hepburne-Scott, 10:e lord Polwarth               | 6 juli 1945                 |          |

#### Blev berättigad att sitta i överhuset
| Lord                                                                    | Notering                     |
| ----------------------------------------------------------------------- | ---------------------------- |
| David Douglas, 12:e markis av Queensberry                               |                              |
| Lionel Erskine-Young, 29:e Earl av Mar                                  |                              |
| Sholto Douglas, 20:e Earl av Morton                                     |                              |
| Malcolm Leslie, 20:e earl av Rothes                                     | Före detta representativ pär |
| Alfred Maitland, 16:e Earl av Lauderdale                                |                              |
| William Lindesay-Bethune, 14:e Earl ev Lindsay                          | Före detta representativ pär |
| Alexander Leslie-Melville, 14th Earl of Leven and 13th Earl of Melville |                              |
| John Campbell, 10:e Earl av Breadalbane och Holland                     |                              |
| Cecil FitzMaurice, 8:e earl av Orkney                                   |                              |
| Lucius Cary, 14:e viscount Falkland                                     |                              |
| Keith Arbuthnott, 15:e viscount av Arbuthnott                           |                              |
| Angus Campbell-Gray, 22:e lord Gray                                     |                              |
| John Sandilands, 13:e Lord Torphichen                                   |                              |
| Hugh Mackay, 14:e lord Reay                                             |                              |
| James Erskine-Murray, 13:e Lord Elibank                                 |                              |
| Robert Hamilton, 13:e Lord Belhaven och Stenton                         |                              |

Innehavaren av Earl av Newburgh var inte valbar då hon var italiensk medborgare.

### Irländska ärftliga adelskap

#### Irländska pärer med sekundärtitlar
| Pär                                                                                | Högsta sekundärtitel         | Högsta sekundärtitel |
| ---------------------------------------------------------------------------------- | ---------------------------- | -------------------- |
| Edward FitzGerald, 7:e hertig av Leinster                                          | Viscount Leinster            | [ a ]                |
| James Hamilton, 4:e hertig av Abercorn                                             | Markis av Abercorn           | [ b ]                |
| John Beresford, 8:e markis av Waterford                                            | Baron Tyrone                 |                      |
| Arthur Hill, 7:e markis av Downshire                                               | Earl av Hillsborough         | [ c ]                |
| Edward Chichester, 6:e markis av Donegall                                          | Baron Fisherwick             |                      |
| Michael Taylour, 6:e markis av Headfort                                            | Baron Kenlis                 |                      |
| Denis Browne, 10:e markis av Sligo                                                 | Baron Monteagle              |                      |
| George Loftus, 7:e markis av Ely                                                   | Baron Loftus                 |                      |
| Frederick Conyngham, 6:e Markis Conyngham                                          | Baron Minster                |                      |
| Alistair Vane-Tempest-Stewart, 9:e markis av Londonderry                           | Earl Vane                    | [ d ]                |
| Arthur Butler, 6:e markis av Ormonde                                               | Baron Ormonde                |                      |
| William Boyle, 12:e earl av Cork och 12:e earl av Orrery                           | Baron Boyle av Marston       |                      |
| Anthony Brabazon, 14:e Earl av Meath                                               | Baron Chaworth               |                      |
| Oliver Plunket, 12:e Earl av Fingall                                               | Baron Fingall                |                      |
| Charles Moore, 11:e earl av Drogheda                                               | Baron Moore                  |                      |
| Arthur Forbes, 9:e earl av Granard                                                 | Baron Granard                |                      |
| Thomas Wentworth-Fitzwilliam, 10:e earl Fitzwilliam                                | Earl Fitzwilliam             | [ h ]                |
| Peter Bligh, 10:e Earl av Darnley                                                  | Baron Clifton                |                      |
| Frederick Perceval, 11:e earl av Egmont                                            | Baron Lovel och Holland      |                      |
| Frederick Ponsonby, 10:e earl av Bessborough                                       | Earl av Bessborough          | [ k ]                |
| Brian Butler, 9:e Earl av Carrick                                                  | Baron Butler av Mount Juliet |                      |
| Robert Boyle, 8:e Earl av Shannon                                                  | Baron Carleton               |                      |
| Arthur Gore, 8:e earl av Arran                                                     | Baron Sudley                 |                      |
| James Stopford, 8:e Earl av Courtown                                               | Baron Saltersford            |                      |
| Hugh Molyneux, 7:e earl av Sefton                                                  | Baron Sefton                 |                      |
| John Meade, 6:e Earl av Clanwilliam                                                | Baron Clanwilliam            |                      |
| Frank Pakenham, 7:e earl av Longford                                               | Baron Silchester             | [ m ]                |
| David Cole, 6:e Earl av Enniskillen                                                | Baron Grinstead              |                      |
| Henry Crichton, 6:e earl Erne                                                      | Baron Fermanagh              |                      |
| George Bingham, 6:e earl av Lucan                                                  | Baron Bingham                |                      |
| John Hely-Hutchinson, 7:e earl av Donoughmore                                      | Viscount Hutchinson          |                      |
| Edmund Pery, 5:e earl av Limerick                                                  | Baron Foxford                |                      |
| Richard Trench, 6:e Earl av Clancarty                                              | Viscount Clancarty           | [ n ]                |
| Archibald Acheson, 6:e earl av Gosford                                             | Baron Worlingham             | [ o ]                |
| Edward Agar, 5:e earl av Normanton                                                 | Baron Somerton               |                      |
| William Hare, 5:e earl av Listowel                                                 | Baron Hare                   |                      |
| Daniel Knox, 6:e earl av Ranfurly                                                  | Baron Ranfurly               |                      |
| Nicholas Preston, 17:e viscount Gormanston                                         | Baron Gormanston             |                      |
| Piers Butler, 16:e Viscount Mountgarret                                            | Baron Mountgarret            |                      |
| John Whyte-Melville-Skeffington, 13:e viscount Massereene och 6:e viscount Ferrard | Baron Oriel                  |                      |
| Richard Dawnay, 10:e Viscount Downe                                                | Baron Dawnay                 |                      |
| Gustavus Hamilton-Russell, 10:e viscount Boyne                                     | Baron Brancepeth             |                      |
| Patrick Barrington, 11:e viscount Barrington                                       | Baron Shute                  |                      |
| Henry Gage, 6:e viscount Gage                                                      | Baron Gage                   |                      |
| Simon Monckton-Arundell, 9:e Viscount Galway                                       | Baron Monckton               |                      |
| Mervyn Patrick Wingfield, 9:e viscount Powerscourt                                 | Baron Powerscourt            |                      |
| Francis Agar-Robartes, 7:e viscount Clifden                                        | Baron Mendip                 | [ s ]                |
| Henry Monck, 6:e Viscount Monck                                                    | Baron Monck                  |                      |
| Edward Digby, 11:e baron Digby                                                     | Baron Digby                  |                      |
| William Edwardes, 7:e Baron Kensington                                             | Baron Kensington             |                      |
| Edward Stanley, 6:e baron Stanley av Alderley                                      | Baron Stanley av Alderley    | [ t ]                |
| William Warner Westenra, 7:e baron Rossmore                                        | Baron Rossmore               |                      |
| Michael Eden, 7:e baron Henley                                                     | Baron Northington            |                      |
| John Henniker-Major, 7:e Baron Henniker                                            | Baron Hartismere             |                      |
| Milo Talbot, 7:e baron Talbot av Malahide                                          | Baron Talbot de Malahide     |                      |
| William Conolly-Carew, 6:e baron Carew                                             | Baron Carew                  |                      |
| Dominick Browne, 4:e baron Oranmore och Browne                                     | Baron Mereworth              |                      |

- Ian Eden, 9:e Baron Auckland och Peter Carington, 6:e baron Carrington är inte medräknade på listan eftersom de var både den 9:e och 6:e baronen av sina respektive pärsvärdigheter i både Storbritanniens och Irlands pärsvärdighet och deras plats i rangordningen var baroner av Storbritanniens pärsvärdighet

Noteringar
1. ↑  Lägre sekundärtitel: Baron Kildare.
2. ↑  Lägre sekundärtitel: Viscount Hamilton.
3. ↑  Lägre sekundärtitel: Baron Harwich.
4. ↑  Lägre sekundärtitel: Baron Stewart.
5. ↑  Titlarna Markis av Ormonde och Baron Ormonde utslocknade den 25 oktober 1997
6. ↑  Titlarna Earl av Fingall och Baron Fingall utslocknade den 5 mars 1984
7. ↑  Titlarna Earl Fitzwilliam och Baron Fitzwilliam utslocknade den 21 september 1979
8. ↑  Lägre sekundärtitel: Baron Fitzwilliam.
9. ↑  Titlarna Earl av Egmont och Baron Lovel och Holland utslocknade den 6 november 2011
10. ↑  Titeln Earl av Bessborough utslocknade den 5 december 1993
11. ↑  Lägre sekundärtitel: Baron Ponsonby av Sysonby och Baron Duncannon.
12. ↑  Titlarna Earl av Sefton och Baron Sefton utslocknade den 13 april 1972
13. ↑  Lägre sekundärtitel: Baron Pakenham.
14. ↑  Lägre sekundärtitel: Baron Trench.
15. ↑  Lägre sekundärtitel: Baron Acheson.
16. ↑  Titlarna Viscount Barrington och Baron Shute utslocknade den 6 april 1990
17. ↑  Titeln Baron Monckton utslocknade den 1 januari 1971
18. ↑  Titlarna Viscount Clifden och Baron Robartes utslocknade den 22 december 1974
19. ↑  Lägre sekundärtitel: Baron Robartes.
20. ↑  Lägre sekundärtitel: Baron Eddisbury.
21. ↑  Titeln Baron Talbot de Malahide utslocknade den 14 april 1973

#### Irländska pärer med rösträtt
| double-dagger | Indikerar adelskap där innehavaren lever |

| Pär                                                       | Notering                                  |
| --------------------------------------------------------- | ----------------------------------------- |
| Gilbert Charles Nugent, 12:e earl av Westmeath            |                                           |
| Michael Lambart, 12:e earl av Cavan                       |                                           |
| Denis Butler, 9:e Earl av Lanesborough                    |                                           |
| John Savile, 7:e Earl av Mexborough                       |                                           |
| Ronald Turnour, 7:e Earl Winterton                        |                                           |
| Barclay King-Tenison, 11:e Earl av Kingston               |                                           |
| Robert Jocelyn, 9:e Earl av Roden                         |                                           |
| Ernest Vaughan, 7:e earl av Lisburne                      |                                           |
| Randal McDonnell, 8:e earl av Antrim                      |                                           |
| George Dawson-Damer, 7:e Earl av Portarlington            |                                           |
| Terence Bourke, 10:e earl av Mayo                         | Kandiderade för South Dorset i valet 1964 |
| Robert Annesley, 9:e Earl Annesley                        |                                           |
| William Howard, 8:e earl av Wicklow                       |                                           |
| John Lowry-Corry, 8:e Earl Belmore                        |                                           |
| Percy Bernard, 5:e earl av Bandon                         |                                           |
| Patrick Stuart, 8:e earl Castle Stewart                   |                                           |
| Denis Alexander, 6:e Earl av Caledon                      |                                           |
| Michael Parsons, 6:e earl av Rosse                        |                                           |
| Richard Wyndham-Quin, 6:e earl av Dunraven och Mount-Earl |                                           |
| Patrick Needham, 5:e earl av Kilmorey                     |                                           |
| Noel Graham-Toler, 6:e Earl av Norbury                    |                                           |
| Francis Annesley, 14:e Viscount Valentia                  |                                           |
| Michael Dillon, 20:e Viscount Dillon                      |                                           |
| Robert Caulfeild, 10:e Viscount Charlemont                |                                           |
| Richard Molesworth, 11:e Viscount Molesworth              |                                           |
| Adam Chetwynd, 9:e Viscount Chetwynd                      |                                           |
| Desmond Flower, 10:e viscount Ashbrook                    |                                           |
| Pyers Southwell, 7:e Viscount Southwell                   |                                           |
| John Vesey, 6:e viscount de Vesci                         |                                           |
| Alan Hewitt, 8:e Viscount Lifford                         |                                           |
| Edward Ward, 7:e viscount Bangor                          |                                           |
| Richard St Leger, 9:e Viscount Doneraile                  |                                           |
| Henry Pomeroy, 9:e Viscount Harberton                     |                                           |
| Robert Maude, 8:e Viscount Hawarden                       |                                           |
| Henry Upton, 5:e Viscount Templetown                      |                                           |
| Standish Vereker, 7:e viscount Gort                       |                                           |
| Michael de Courcy, 34:e Baron Kingsale                    |                                           |
| Randal Plunkett, 19:e baron av Dunsany                    |                                           |
| Charles Barnewall, 19:e Baron Trimlestown                 |                                           |
| Patrick Butler, 18:e Baron Dunboyne                       |                                           |
| Otway Plunkett, 16:e Baron Louth                          |                                           |
| Donough O'Brien, 16:e baron Inchiquin                     |                                           |
| John Evans-Freke, 10:e Baron Carbery                      |                                           |
| John Aylmer, 9:e Baron Aylmer                             |                                           |
| Barry Maxwell, 12:e baron Farnham                         |                                           |
| John Lysaght, 7:e Baron Lisle                             |                                           |
| Robert Wynn, 6:e Baron Newborough                         |                                           |
| Alexander Macdonald, 7:e baron Macdonald                  | Dåvarande Lord Lieutenant of Inverness    |
| Hugh Massy, 9:e Baron Massy                               |                                           |
| Matthew Deane, 7:e Baron Muskerry                         |                                           |
| John Browne, 6:e baron Kilmaine                           |                                           |
| Frederick Cavendish, 7:e Baron Waterpark                  |                                           |
| Henry Graves, 7:e Baron Graves                            |                                           |
| William Vanneck, 5:e baron Huntingfield                   |                                           |
| Henry Hotham, 7:e Baron Hotham                            |                                           |
| Rowland Allanson-Winn, 6:e Baron Headley                  |                                           |
| Edward Crofton, 5:e Baron Crofton                         |                                           |
| Peter ffrench, 7:e Baron ffrench                          |                                           |
| Hugh Shore, 6:e Baron Teignmouth                          |                                           |
| Geoffrey Rowley-Conwy, 9:e baron Langford                 |                                           |
| Arthur Eveleigh-de-Moleyns, 7:e Baron Ventry              |                                           |
| Henry Prittie, 6:e Baron Dunalley                         |                                           |
| John Bingham, 7:e baron Clanmorris                        |                                           |
| Robert Trench, 4:e Baron Ashtown                          |                                           |
| Charles Thellusson, 8:e Baron Rendlesham                  |                                           |
| John Handcock, 7:e Baron Castlemaine                      |                                           |
| Arthur Beresford, 6:e Baron Decies                        |                                           |
| George Canning, 5:e Baron Garvagh                         |                                           |
| Edward Bellew, 5:e Baron Bellew                           |                                           |
| Edmund Roche, 5:e baron Fermoy                            |                                           |
| Thomas McClintock-Bunbury, 5:e Baron Rathdonnell          |                                           |

### Kvinnliga ärftliga pärer
| double-dagger | Indikerar adelskap vars innehavare lever |

#### De som tog säte och stämma
| Titel                          | Namn                               | Titel genom äktenskap             | Datum adelskapet ärvdes | Datum säte intogs | Datum de lämnade överhuset | Ref.   |
| ------------------------------ | ---------------------------------- | --------------------------------- | ----------------------- | ----------------- | -------------------------- | ------ |
| Baronessa Strange av Knokin    | Elizabeth Philipps                 | Viscountess St Davids             | 23 februari 1921        | 19 november 1963  | 12 december 1974           | [ 26 ] |
| Baronessa Audley               | Rosina MacNamee                    |                                   | 3 juli 1963             | 20 november 1963  | 24 oktober 1973            | [ 27 ] |
| Baronessa Beaumont             | Mona Fitzalan-Howard               | Baronessa Howard of Glossop       | 1 juni 1896             | 4 december 1963   | 31 augusti 1971            | [ 28 ] |
| Lady Kinloss                   | Mary Freeman-Grenville             |                                   | 17 oktober 1944         | 18 februari 1964  | 11 november 1999           | [ 29 ] |
| Grevinna av Erroll             | Diana Hay                          |                                   | 24 januari 1941         | 29 juli 1964      | 16 maj 1978                | [ 30 ] |
| Lady Nairne                    | Katherine Bigham                   | Viscountess Mersey                | 3 jumi 1927             | 27 oktober 1964   | 20 oktober 1995            | [ 31 ] |
| Lady Sempill                   | Ann Forbes-Sempill                 |                                   | 30 december 1965        | 19 juli 1966      | 6 juli 1995                | [ 32 ] |
| Baronessa Berkeley             | Mary Foley-Berkeley                |                                   | 5 april 1967            | 10 maj 1967       | 17 oktober 1992            | [ 33 ] |
| Grevinna av Loudoun            | Barbara Abney-Hastings             |                                   | 24 februari 1960        | 22 juni 1967      | 11 november 1999           | [ 34 ] |
| Lady Ruthven av Freeland       | Bridget Monckton                   | Viscountess Monckton av Brenchley | 6 april 1956            | 26 oktober 1967   | 17 april 1982              | [ 35 ] |
| Grevinna av Sutherland         | Elizabeth Sutherland               |                                   | 1 januari 1963          | 27 mars 1968      | 11 november 1999           | [ 36 ] |
| Baronessa Darcy de Knayth      | Davina Ingrams                     |                                   | 23 mars 1943            | 15 juli 1969      | 24 februari 2008           | [ 37 ] |
| Baronesss Dacre                | Rachel Douglas-Home                |                                   | 24 februari 1970        | 28 maj 1970       | 11 november 1999           | [ 38 ] |
| Baronessa Portal av Hungerford | Rosemary Portal                    |                                   | 22 april 1971           | 26 april 1972     | 29 september 1990          | [ 39 ] |
| Baronessa Dudley               | Barbara Hamilton                   |                                   | 19 april 1972           | 23 maj 1973       | 11 november 1999           | [ 40 ] |
| Baronessa Lucas                | Anne Palmer                        |                                   | 3 november 1958         | 10 juni 1975      | 31 december 1991           | [ 41 ] |
| Grevinna av Mar                | Margaret av Mar                    |                                   | 21 april 1975           | 28 oktober 1975   | 1 maj 2020                 | [ 42 ] |
| Lady Saltoun                   | Marjorie Fraser                    |                                   | 3 december 1979         | 13 december 1979  | 12 december 2014           | [ 43 ] |
| Baronessa Braye                | Mary Aubrey-Fletcher               |                                   | 19 december 1985        | 9 april 1986      | 11 november 1999           | [ 44 ] |
| Baronessa Strange              | Jean Drummond of Megginch          |                                   | 10 december 1986        | 17 december 1986  | 11 mars 2005               | [ 45 ] |
| Grevinna Mountbatten av Burma  | Patricia Knatchbull                | Baronessa Brabourne               | 27 augusti 1979         | 8 juli 1987       | 11 november 1999           |        |
| Baronessa Wharton              | Myrtle Robertson                   |                                   | 4 april 1990            | 25 juni 1990      | 15 maj 2000                | [ 46 ] |
| Baronessa Willoughby de Eresby | Jane Heathcote-Drummond-Willoughby |                                   | 29 mars 1983            | 25 januari 1994   | 11 november 1999           | [ 47 ] |
| Baronessa Berners              | Pamela Kirkham                     |                                   | 30 juni 1995            | 25 oktober 1995   | 11 november 1999           | [ 48 ] |
| Baronessa Arlington            | Jennifer Forwood                   |                                   | 28 april 1999           | 27 maj 1999       | 11 november 1999           | [ 49 ] |

#### De som inte tog säte
| Titel                     | Namn                          | Titel genom äktenskap          | Datum adelskap ärvdes |
| ------------------------- | ----------------------------- | ------------------------------ | --------------------- |
| Baronessa Furnivall       | Mary Dent                     |                                | 3 maj 1913            |
| Grevinna av Seafield      | Nina Caroline Studley-Herbert |                                | 12 november 1915      |
| Baronessa Zouche          | Mary Frankland                |                                | 7 april 1917          |
| Grevinna av Dysart        | Wenefryde Scott               |                                | 22 november 1935      |
| Baronessa Berners         | Vera Williams                 |                                | 19 april 1950         |
| Baronessa de Ros          | Georgiana Maxwell             |                                | 9 augusti 1958        |
| Grevinna av Kintore       | Ethel Keith-Falconer          | Viscountess Stonehaven         | 26 maj 1966           |
| Baronessa Wharton         | Elisabeth Kemeys-Tynte        |                                | 22 juli 1969          |
| Lady Herries av Terregles | Anne Fitzalan-Howard          | Baronessa Cowdrey av Tonbridge | 31 januari 1975       |
| Grevinna av Dysart        | Rosamund Greaves              |                                | 2 juni 1975           |

Noteringar